# William Bullard
Pour les articles homonymes, voir Rotch.
William Rotch Bullard Jr. (né le 4 juin 1926 à Boston et mort le 21 mai 1972 à Dartmouth) est un archéologue américain.

## Biographie
William Bullard fait ses études à l'université Harvard.
Durant les années 1960, William Bullard cartographie San Estevan, un site archéologique maya situé dans le nord du Belize.

## Publications
- (en) Bullard, William R. (William Rotch), Stratigraphic excavations at San Estevan, Northern British Honduras, Toronto : Royal Ontario Museum, University of Toronto, 1965 (lire en ligne)